# Прапор Північної Голландії

Прапор Північної Голландії

Прапор Північної Голландії (нід. vlag van Noord-Holland) — офіційний прапор Північної Голландії. Прапор був прийнятий 22 жовтня 1958 року. Кольори походять від герба Північної Голландії. Являє собою триколор з рівновеликих смуг жовтого, червоного та синього кольорів. Співвідношення ширини та довжини прапора складає 2:3. 

## Символіка
Колірна гамма відповідає гербу Північної Голландії, утвореного шляхом об'єднання старого герба Голландії з гербом Західної Фрисландії. Жовтий і червоний, традиційні голландські кольори, присутні також на прапорі Південної Голландії. Жовтий і синій — кольори Західної Фрисландії. Оскільки жовтий колір є в символіці обох регіонів, на прапорі він розташований вгорі.

Герб Північної Голландії
Герб Західної Фрисландії
Прапор Західної Фрисландії
Прапор Південної Голландії